# ONE FC 3
ONE FC 3: War of the Lions（ワン・エフシー・スリー：ウォー・オブ・ザ・ライオンズ）は、シンガポールの総合格闘技団体「ONE FC」の大会の一つ。2012年3月31日、カランのシンガポール・インドア・スタジアムで開催された。

## 大会概要
日本の総合格闘技団体「DREAM」との交流戦を行い、DREAM側から今成正和、白井祐矢、中西良行、川尻達也が参戦し、ニコニコ生放送で有料放送された。
KOTC世界バンタム級王者ドナルド・サンチェス、キャリア9戦全勝のケビン・ベリンゴンがONE FCデビュー。

## 試合結果
| 試合                 | 階級         | 勝者                     | 敗者                       | 試合結果                            |
| -------------------- | ------------ | ------------------------ | -------------------------- | ----------------------------------- |
| プレリミナリーカード |              |                          |                            |                                     |
| 1                    | ライト級     | ダニー・ファン・ベルゲン | リッチー・ウィットソン     | 1R 1:19 腕ひしぎ十字固め            |
| 2                    | バンタム級   | ヤン・ジョンルン         | ヨーサナン・シッチョートン | 1R 4:28 TKO（リアネイキドチョーク） |
| 3                    | ライト級     | ケク・キムホック         | ジュアン・ウエンジェ       | 2R 3:18 TKO（リアネイキドチョーク） |
| 4                    | 女子44kg契約 | ニコール・チュア         | ジート・トッシ             | 1R 2:07 リアネイキドチョーク        |
| 5                    | バンタム級   | 今成正和                 | ケビン・ベリンゴン         | 1R 1:18 リバースヒールフック        |
| メインカード         |              |                          |                            |                                     |
| 6                    | ライト級     | エディ・アング           | ジアン・カイチー           | 1R 0:43 TKO（パンチ連打）           |
| 7                    | ミドル級     | メルヴィン・マヌーフ     | 中西良行                   | 1R 2:08 ノーコンテスト（両者負傷）  |
| 8                    | ウェルター級 | ファブリシオ・モンテイロ | 白井祐矢                   | 3R終了 判定3-0                      |
| 9                    | ライト級     | エドゥアルド・フォラヤン | オーレ・ローセン           | 3R終了 判定2-1                      |
| 10                   | フェザー級   | 川尻達也                 | ドナルド・サンチェス       | 1R 3:23 三角絞め                    |
| 11                   | ライト級     | ゾロバベル・モレイラ     | フィリップ・エノモト       | 3R 1:04 腕ひしぎ十字固め            |